# Incurvaria koerneriella
Incurvaria koerneriella là một loài bướm đêm thuộc họ Incurvariidae. Nó được tìm thấy ở châu Âu.
Sải cánh dài 12–16 mm. Con trưởng thành bay từ tháng 4 đến tháng 5 tùy theo địa điểm.
Ấu trùng ăn European Beech, Oak và Tilia.

## Hình ảnh

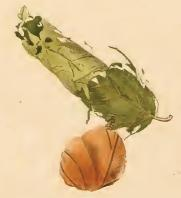
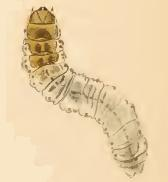
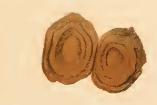
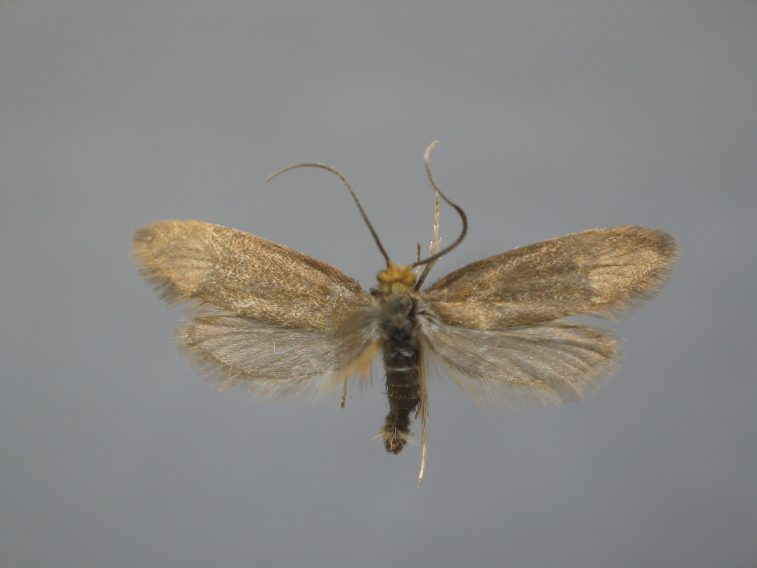